# هورل بيتشوم
هورل بيتشوم (بالألمانية: Hurl Beechum) مواليد 2 مايو 1973 في دي موين، هو لاعب كرة سلة ألماني معتزل. بدأ مسيرته الاحترافية في سنة 1997. حمل الرقم 7. يبلغ طوله 6 قدم 6 بوصة (2.0 م). اعتزل اللعب في 2009.

## المسيرة الاحترافية
لعب مع تليكوم باسكتس بون في الدوري الألماني من سنة 1998 إلى 2002، ثم لعب مع نادي قصرش لكرة السلة في الدوري الإسباني في موسم 2002–2003، ثم لعب مع بالونكيستو فوينلابرادا في موسم 2003–2004، ثم لعب مع بروس باسكتس في الدوري الألماني في موسم 2004–2005، ثم لعب مع تايغرز توبينغن في سنة 2006، ثم لعب مع نادي بلد الوليد لكرة السلة في الدوري الإسباني في سنة 2006.

## روابط خارجية
- هورل بيتشوم على موقع الاتحاد الدولي لكرة السلة (الإنجليزية)
- هورل بيتشوم على موقع الدوري الإسباني لكرة السلة (الإسبانية)
- هورل بيتشوم على موقع كرة السلة الأوروبية.كوم (الإنجليزية)
- هورل بيتشوم على موقع كلية كرة السلة في سبورتس رفرنس.كوم (الإنجليزية)
- هورل بيتشوم على موقع ريلجم (الإنجليزية)
- هورل بيتشوم على موقع بروبوليرز (الإنجليزية)
- هورل بيتشوم على موقع سبورتس رفرنس (الإنجليزية)